# Maria de Meclemburgo-Strelitz
Maria de Meclemburgo-Strelitz (8 de maio de 1878 – 14 de outubro de 1948) foi a filha mais velha de Adolfo Frederico V, Grão-Duque de Meclemburgo-Strelitz e da princesa Isabel de Anhalt.

## Juventude
Quando era jovem, Maria ficou grávida de um criado do palácio. O criado era um homem casado chamado Hecht e era responsável por apagar os candeeiros de gás nos quartos dos filhos do grão-duque. Vários primos de Maria, incluindo o futuro rei Jorge V do Reino Unido e o imperador Guilherme II da Alemanha, achavam que Maria tinha sido “hipnotizada”, enquanto a rainha Vitória pensava que Maria tinha sido “drogada”. Hecht foi dispensado dos seus serviços, acusado de roubo e o seu posterior processo judicial contra a família grão-ducal fez com que os pormenores da história se tornassem públicos. Nesta altura, a história fez manchetes sensacionalistas.
Maria deu à luz uma menina em 1898 que foi criada sob a protecção da avó de Maria, a grã-duquesa Augusta de Meclemburgo-Strelitz (nascida princesa Augusta de Cambridge).

## Primeiro casamento
Maria foi mandada para França, onde conheceu o conde George Jametel (1859-1944), filho de Ernest Jametel, um banqueiro e farmacêutico proeminente que tinha recebido o seu título do papa Leão XIII em 1886. Maria e George casaram-se no dia 22 de junho de 1899 na Capela Católica de Santa Isabel em Richmond Park, perto de White Lodge, a casa da tia-avó de Maria, a duquesa de Teck (nascida princesa Maria Adelaide de Cambridge). 
Houve uma segunda cerimónia de casamento, desta vez anglicana, no mesmo dia na Igreja Paroquial de Kew. Apesar do fato de o casamento ser morganático, muitos membros da família de Maria participaram na cerimónia, incluindo os seus avós, pais e irmãos. O pequeno-almoço do casamento foi oferecido pelo seu tio-avô, Jorge, Duque de Cambridge, em Cambridge Cottage, Kew.
Maria e George receberam uma grande quantia de dinheiro (200 000 dólares) do pai de Maria. Viveram no Faubourg St. Germain em Paris. Tiveram dois filhos:
- George Jametel (3 de fevereiro de 1904 – 1982)
- Marie Auguste Jametel (11 de setembro de 1905 – 24 de setembro de 1969)

O marido de Maria teve vários casos amorosos, o mais conhecido com a casada infanta Eulália de Espanha. Em janeiro de 1908, Maria pediu o divórcio de Jorge. O conde preferia a ideia de continuar casado com Maria pelo dinheiro e continuar o seu romance com Eulália. Em agosto, o irmão de 19 anos de Maria, o duque Carlos de Meclemburgo-Strelitz, decidiu defender a honra da irmã e desafiou George para um duelo no qual acabaria por ser morto. Maria e George divorciaram-se no dia 31 de janeiro de 1908. Tendo perdido a sua fortuna devido ao divórcio, Maria voltou a usar o título de Meclemburgo-Strelitz e passou a viver em Dresden.

## Segundo casamento
No dia 11 de agosto de 1914, em Neustrelitz, Maria casou-se com o príncipe Júlio Ernesto de Lipa (1873 – 1952), o terceiro filho do conde Ernesto de Lipa-Biesterfeld e tio do príncipe Bernardo de Lipa-Biesterfeld. Após o casamento, Maria e Júlio viveram em Blasewitz. Tiveram dois filhos:
- Isabel de Lipa (23 de janeiro de 1916 - 16 de maio de 2013), casada com o príncipe Ernesto Augusto de Solms-Braunfeld
- Ernesto Augusto de Lipa (1 de abril de 1917 – 15 de junho de 1990), pretendente à chefia da Casa Real de Lipa

Maria morreu aos setenta anos em Oberkassel, perto de Bonn. O seu corpo está sepultado junto do segundo marido no mausoléu da família de Lipa na Abadia de Heisterbach.